# اشتایر ۱۰۰
اشتایر ۱۰۰ (Steyr ۱۰۰) خودرویی است که در سال‌های ۱۹۳۶ تا ۱۹۴۰تولید شده‌است. طراحی آن خودروهای موتور جلو-محور عقب بوده ‌است. 
موتور آن ۱۴۹۶ سی‌سی است.